# Associazione Sportiva Siracusa 1962-1963
Questa voce raccoglie le informazioni riguardanti l'Associazione Sportiva Siracusa nelle competizioni ufficiali della stagione 1962-1963.

## Rosa
| N. |                    | Ruolo | Calciatore               |
| -- | ------------------ | ----- | ------------------------ |
|    | Italia (bandiera)  | C     | Salvatore Alicata        |
|    | Italia (bandiera)  | P     | Salvatore Asaro          |
|    | Italia (bandiera)  | C     | Eros Baccalini           |
|    | Italia (bandiera)  | D     | Enrico Bergonti          |
|    | Italia (bandiera)  | C     | Giacomo Brignoli         |
|    | Uruguay (bandiera) | C     | Washington Cacciavillani |
|    | Italia (bandiera)  | D     | Enrico Cairoli           |
|    | Italia (bandiera)  | C     | Renzo Capecchi           |
|    | Italia (bandiera)  | C     | Enrico Casini            |
|    | Italia (bandiera)  | C     | Sergio Danelon           |

| N. |                   | Ruolo | Calciatore        |
| -- | ----------------- | ----- | ----------------- |
|    | Italia (bandiera) | D     | Vittorio Drago    |
|    | Italia (bandiera) | C     | Olivo Filiputti   |
|    | Italia (bandiera) | D     | Visconti Follador |
|    | Italia (bandiera) | A     | Salvatore Greco   |
|    | Italia (bandiera) | A     | Alceo Luna        |
|    | Italia (bandiera) | D     | Guglielmo Magazzù |
|    | Italia (bandiera) | C     | Mario Panigada    |
|    | Italia (bandiera) | C     | Matteo Simeon     |
|    | Italia (bandiera) | A     | Rocco Testa       |
|    | Italia (bandiera) | P     | Attilio Trinelli  |